# Heymonsicambria
Heymonsicambria (лат.) — вымерший род пятиусток (Pentastomida), описанный по ископаемым остаткам из кембрийского лагерштетта Орстен в Швеции и ордовикских отложений Канады. Включает пять видов: H. kinnekullensis, H. scandica, H. repetskii, H. taylori и H. gossmannae.

## Описание и виды
Размеры Heymonsicambria варьируется от 470 микрометров в длину у H. scandica до 710 микрометров в длину у H. repetskii. 
Единственная известная находка H. kinnekullensis неполная, она обрывается на втором сегменте, у остальных видов есть полные окаменелости. У всех видов голова уплощена дорсовентрально и имеет две пары головных конечностей на вентральной стороне. Голова H. kinnekullensis широкая (ширина примерно в 2,4 раза больше длины), с относительно склеротизированным туловищем и маленькими, похожими на пальцы, последними сегментами на головных конечностях. 
H. repetskii, как ни странно, не имеет рудиментарных конечностей на туловище, что позволяет предположить, что эта особенность варьируется в пределах рода. У него также гораздо меньшие головные конечности, чем у других видов, что ещё раз подчёркивает его необычную природу. Наряду с этим, гнезда его головных конечностей срослись с туловищем. 
H. scandica относительно похож на H. kinnekullensis, однако его головные конечности имеют другие пропорции, с более крупными «пальцами», а сегменты имеют «талию», в отличие от преимущественно трубчатых сегментов H. kinnekullensis. 
H. gossmannae отличается как от H. scandica, так и от H. kinnekullensis своей слегка приподнятой головой, округлостью ротовых придатков и ориентацией головных конечностей. 
H. taylori отличается формой головных конечностей, а также соотношением длин частей туловища. У него также частично сросшиеся сочленения конечностей и слаборазвитые подомеры конечностей, поэтому он, вероятно, является переходной формой между H. repetskii и другими видами. Что необычно, H. taylori также известен по самым нижним отложениям ордовика в Канаде, что делает его самым молодым представителем рода и единственным представителем, известным за пределами Швеции. Этот род, наряду с другими пятиустками лагерштетта Орстен, вероятно, является личиночной формой (взрослые особи не обнаружились).

## Этимология
Heymonsicambria названа в честь R. Heymons, а также в связи с обнаружением окаменелостей в кембрийских отложениях. Виды H. kinnekullensis и H. scandica названы в честь мест, где были найдены окаменелости:  Киннекулле и Скандза. Вид H. repetskii назван в честь John Repetski, а H. gossmannae — в честь Annemarie Gossmann, ассистентки Klaus Müller. H. taylori назван в честь профессора John H. Taylor, предоставившего первые образцы фоссилий.